# Rhodacarellus silesiacus
Rhodacarellus silesiacus är en spindeldjursart som beskrevs av Rainer Willmann 1936. Rhodacarellus silesiacus ingår i släktet Rhodacarellus och familjen Rhodacaridae. Inga underarter finns listade i Catalogue of Life.